# Victoria Roldán
Victoria Roldán (La Plata, 14 de junio de 1978) es una soprano y productora argentina.

## Carrera Artística
Comienza sus estudios en el Conservatorio de Música de La Plata (Buenos Aires) a los 12 años en la carrera de Guitarra. A los 17 años, ingresa al Profesorado Superior de Canto el cual cursó paralelamente con la carrera de Educación Musical, perfeccionándose posteriormente en el Instituto Universitario Nacional de Arte (Licenciatura con especialidad en Canto Lírico y Camarístico).
Ha participado de diferentes masterclass, con maestros nacionales e internacionales, entre ellos Maestra Renata Parrussel  (Alemania), Graciela Alperyn, Jordi Mora, (España), Lucía Boero, Jorge Ponsone y Salvatore Caputto (Teatro Colón de Buenos Aires). Ha incorporado conocimientos de técnica vocal de los maestros Andrés Bugallo, Lucía Boero, Marisa Albano, Ana Sirulnik y Graciela Alperyn, en técnica vocal y Sergio Giai, Juan Pablo Scafidi, Gabriela Batipede y Maurizio Colacicchi (Italia) en Repertorio Operístico.
Como cantante fue solista estable (2001 - 2005) del Coro Polifónico de la Fundación Catedral de La Plata con el que realizó numerosos conciertos sinfónicos corales, participando a su vez en la misa de Requiem del Papa Juan Pablo II. Fue solista de la cantata escénica Carmina Burana, Solista del 121.er aniversario de la ciudad de La Plata (festejos en la plaza principal al aire libre ante 40000 personas), solista principal en el Réquiem de Faurè, Réquiem de Mozart, Misa en sol de Schubert, Gloria de Vivaldi, Oratorio de Navidad de Camille Saint Saenz, Cantata 147 de Bach, Magnificat de Bach, Misa de vísperas de Confesiones y Misa de Coronaciones de Mozart, entre conciertos y misas oficiales.
En opera Interpretó a Suor Angélica, Suor Genovieffa y Zelatrice (Suor Angélica - Puccini), Amahl (Amahl and the Night Visitors – Menotti), Ágata (Der Freischütz – Weber), Segunda Dama | Segunda Hada y Attendant (The Fairy Queen – Purcell), Dorabella (Cosí Fan Tutte – Mozart), Lauretta (Gianni Schicchi – Puccini), Curra (La forza del destino – Verdi) Brujita (El Yasiyatré – Adam), Lei (Le notte di un nevrastenico – Rotta), Kate | Prima de Butterfly (Madame Butterfly), Condesa Ludmila (Die Vershworenen – Schubert), Nedda (I Pagliacci – G. Leocavallo), Giovanna Seymour (Anna Bolena – G. Donizetti), Norina (Don Pasquale – G. Donizetti). Desde el año 2007 ha interpretado diferentes roles y escenas para ISA - Teatro Colón; como ser Madame Butterfly, Tosca, y Mimí entre otros.
Desde el año 2007 se encuentra al frente de Lyric Soul Producciones, Fundación Lyric Soul y la RED ópera independiente.
Recibió múltiples distinciones y actualmente es embajadora de la Red Global de Mentores, siendo una de las 36 embajadoras del mundo y la primera en el área del mentoring artístico. Es coach ontológico y Artístico, especialista en neurociencias y liderazgo.